# Korni grupa
Korni grupa (serb. Корни група) – jugosłowiański zespół rockowy.

## Historia
Zespół został założony we wrześniu 1968 roku przez keyboardzistę Kornelije Kovača. Pierwszy skład grupy tworzyli Borko Kacl (gitara), Bojan Hreljac (gitara basowa), Vladimir Furduj (perkusja) i Miroslava Kojadinović (wokal). Grupa reprezentowała Jugosławię w Konkursie Piosenki Eurowizji 1974 piosenką Moja generacija. Zespół zajął 12. miejsce zdobywając 6 punktów.

## Dyskografia

### Albumy studyjne
- Korni Grupa (PGP RTB, 1972)
- Mrtvo more (PGP RTB, 1975)
- 1941. (PGP RTB, 1979)

### EP
- Dzum-ram (PGP RTB, 1969)
- Kukavica (PGP RTB, 1971)
- TV Špice (PGP RTB, 1972)

### Kompilacje
- Prvo svetlo neobičnog života (Komuna Belgrade, 1996)
- Kolekcija Singlova (Taped Pictures, 2001)
- Ne Tako Običan Život (I Posle Trideset Godina) (PGP RTS, 2005)

### Single
- Cigu-ligu / Čovek i pas (PGP RTB,1969)
- Pastir i cvet / Čovek i pas (PGP RTB, 1969)
- Priča Se / Djevojčice Mala (PGP RTB, 1969)
- Trla baba lan / Slika (PGP RTB, 1970)
- Bube / Neko spava pored mene (PGP RTB, 1970)
- Pusti da te diram / Jedan groš (PGP RTB, 1971)
- Vatra / Ljubav (PGP RTB, 1971)
- Pokloni svoj mi foto / Bez veze (PGP RTB, 1972)
- Tri palme / Tri čoveka u kafani (PGP RTB, 1973)
- Oj, dodole / Život (PGP RTB, 1973)
- Ivo Lola / Znam za kim zvono zvoni (PGP RTB, 1973)
- Etida / Jednoj ženi (PGP RTB, 1973)
- Moja generacija / Zbogom ostaj, o, detinjstvo (PGP RTB, 1974)
- Kuda ideš, svete moj / Divlje jagode (PGP RTB, 1974)
- Miris / Praštanje (PGP RTB, 1974)

### Inne
- Legende YU Rocka (Jugoton, 1987)